# غروسليه (أين)
غروسليه (بالفرنسية: Groslée)‏ هي بلدية فرنسية تقع في إقليم الأين في فرنسا. رمز إنسي لها هو:1182. أما الرمز البريدي لها فهو: 1680.